# Mina Live ’78
Mina Live ’78 — третий концертный альбом итальянской певицы Мины, выпущенный в 1978 году на лейбле PDU.

## Об альбоме
Запись альбома прошла во время концерта 23 августа 1978 года в ночном клубе Bussola на Тоскане, где она также записала два своих предыдущих концертных альбома Mina alla Bussola dal vivo и Dalla Bussola. Этот концерт стал последним публичным выступлением Мины в карьере, в последующие годы она будет выпускать лишь студийные альбомы.
Пластинка заняла семнадцатое место в списке самых продаваемых альбомов за 1979 год.
В 2012 году журнал Rolling Stone поместил его на 81 строчку списка ста самых лучших итальянских альбомов. В 2021 году альбом попал в список двадцати лучших итальянских концертных альбомов по версии всё того же Rolling Stone.

## Список композиций
| №  | Название                 | Автор(ы)                              | Длительность |
| -- | ------------------------ | ------------------------------------- | ------------ |
| 1. | «Stasera io qui»         | Ивано Фоссати                         | 2:03         |
| 2. | «Stayin’ Alive»          | Барри Гибб, Робин Гибб, Морис Гибб    | 1:45         |
| 3. | «L’importante è finire»  | Кристиано Мальджольо, Альберто Анелли | 2:54         |
| 4. | «Non può morire un’idea» | Ивано Фоссати                         | 4:25         |
| 5. | «E poi…»                 | Андреа Ло Веккьо, Шел Шапиро          | 5:07         |

| №  | Название                 | Автор(ы)                                                                   | Длительность |
| -- | ------------------------ | -------------------------------------------------------------------------- | ------------ |
| 1. | «Sognando»               | Дон Баки                                                                   | 4:02         |
| 2. | «Ancora, ancora, ancora» | Кристиано Мальджольо, Джан Пьетро Фелисатти                                | 4:33         |
| 3. | «Lacreme napulitane»     | Либеро Бовио, Франческо Бунджованни                                        | 4:53         |
| 4. | «El porompompero»        | Хосе Антонио Очаита, Ксандро Валерио, Гомес Родригес, Хуан Солано Предреро | 2:53         |

| №  | Название                                            | Автор(ы)                                                                                                 | Длительность |
| -- | --------------------------------------------------- | --- | ------------ |
| 1. | «Georgia on My Mind / Angela / Margherita» (Medley) | Стюарт Горрелл, Хоги Кармайкл / Хосе Фелисиано, Янна Мерлин Феличиано / Марко Луберти, Риккардо Коччанте | 8:06         |
| 2. | «Città vuota (It’s a Lonely Town)»                  | Джузеппе Кассия, Док Помус, Морт Шуман                                                                   | 3:35         |
| 3. | «Amante amore»                                      | Кристиано Мальджольо, Пино Прести                                                                        | 3:29         |

| №  | Название                                                              | Автор(ы)                   | Длительность |
| -- | --------------------------------------------------------------------- | -------------------------- | ------------ |
| 1. | «Emozioni / Ancora tu / Sì, viaggiare / I giardini di marzo» (Medley) | Могол, Лучо Баттисти       | 9:11         |
| 2. | «We Are the Champions»                                                | Фредди Меркьюри            | 4:16         |
| 3. | «Grande, grande, grande»                                              | Альберто Теста, Тони Ренис | 3:35         |

## Чарты
| Чарт (1978–79)           | Высшая позиция |
| ------------------------ | -------------- |
| Италия (Musica e dischi) | 4              |

| Чарт (1979)              | Позиция |
| ------------------------ | ------- |
| Италия (Musica e dischi) | 17      |